# Prymnbriareus nimberlinus
Prymnbriareus nimberlinus é uma espécie de gastrópode  da família Camaenidae.
É endémica da Austrália.